# Stärkefabrik Gützkow

Stärkefabrik Gützkow mit Kleinbahn (rechts) 1907 bei der Einweihung

Stärkefabrik Gützkow 1927 nach Rückbau Kleinbahn von Fähre

Die Stärkefabrik Gützkow liegt 1,2 km südlich von Gützkow am Swinowbach, der hier in die Peene mündet.
Obwohl um 1900 im Landkreis Greifswald 18 bedeutende Güter bestanden, gab es keine entsprechenden Verarbeitungsbetriebe für die landwirtschaftlichen Produkte. Alle lagen außerhalb des Kreises (Jarmen – Zuckerfabrik und Mühle, Anklam - Zuckerfabrik, Loitz - Stärkefabrik, Stralsund usw.). Die Güter des Kreises hatten als ein wesentliches Produkt Kartoffeln angebaut und mussten Absatzgebiete erschließen. Deshalb entschloss sich eine Reihe von Gutsbesitzern zum Bau einer Stärkefabrik in Gützkow. Hauptzweck der Fabrik war die Gewinnung von Kartoffelstärke und der Kartoffelflocken als Futtermittel.

## Geschichte
Die Aktionäre dieser Kartoffelflocken- und Stärkefabrik sind namentlich in den Unterlagen nicht lückenlos aufgeführt. 
Bei der Gründung waren beteiligt: 
- Oberamtmann Friedrich Wilhelm Mau                                      - Klein Schönwalde
- Gutspächter Wilhelm Ginola                                             - Thurow
- Rittergutspächter Werner Ruge                                          - Ranzin
- Gutspächter Christoph Ziehmann                                         - Neu Negentin
- Gutspächter von Vahl                                                   - Klein Zastrow
- Bürgermeister Bierhals                                                 - Gützkow
- Rittergutsbesitzer von Voß - Wolfradt                                  - Lüssow (Gützkow)
- Fideikomissbesitzer Graf von Behr                                      - Bandelin
- Rittergutspächter Hermann Ulrich                                       - Stresow
- Viehhändler Wilhelm Wilke                                              - Gützkow

Hinzu kamen bis 1915: 
- Gutspächter Peters                				          - Quilow
- Rittergutsbesitzer von Behr                                             - Fritzow
- Gutspächter Appel                                                       - Neuendorf (Gützkow)
- Gutspächter Werner                                                      - Strellin
- Gutspächter Homann                                                      - Neuendorf (Gützkow)

1928 wurden zusätzlich benannt: 
- Rittergutsbesitzer Karl Fabricius                                       - Passow
- Rittergutsbesitzer Generallandschaftsrat Baron Friedrich Wilhelm v. Lefort - Papendorf

Der Bau wurde 1906 vom Gründerkollegium beschlossen und nach kurzer Planungsphase bald darauf begonnen. 1907 wurde der Bau fertig gestellt. Das genaue Einweihungsdatum im Juli 1907 ist nicht zu ermitteln. 
Der Grundwert der Stärkefabrik mit allen Gebäuden und Ausrüstungen betrug im Jahre 1911 insgesamt 152.000,- Goldmark.

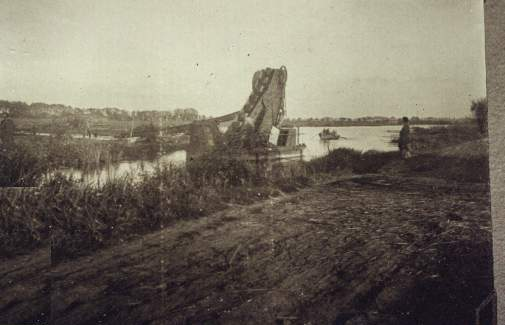
Baggerarbeiten 1928 am Kanal zur Stärkefabrik Gützkow

## Transportanbindung der Stärkefabrik
Die Transporte der Kartoffeln aus den Erzeugerbereichen spielten eine wesentliche Rolle bei der Standortwahl. So wurden bereits 1906 bei der Konzipierung der Fabrik der Wasserweg (Peene) und die Kleinbahnen im Kreis und im Umland beachtet. Bei der Beachtung der Rentabilität mussten in einer Kampagne rund 150.000 Zentner Kartoffeln verarbeitet werden. Damit musste mindestens mit einem Transportvolumen von 230.000 Zentnern gerechnet werden. Dazu kam die Anfuhr beträchtlicher Kohlemengen für die Dampfkessel und Dampfmaschinen. 
Die meisten Güter des Kreises wurden von der Kleinbahn berührt, das war hier besonders die Greifswald-Jarmener Kleinbahn (GJK). Viele Güter hatten darüber hinaus noch Feldbahnen zu den Transportpunkten installiert. 
Bei der Stärkefabrik war ein Haltepunkt und Verladegleis der Kleinbahn, von wo aus wiederum ein Gleisanschluss bis in den Lagerkeller der Fabrik führte. 
1908 wurde der Kanalbau von der Peene bis zur Stärkefabrik abgeschlossen. Der große Torfstich, der östlich des Swinowbaches angelegt war, wurde für den Kanal genutzt. 
Die Swinowmündung in die Peene wurde als Kanaleinfahrt auf 16 m verbreitert. Das Reststück vom Torfstich wurde bis zur Fabrik in einer Länge von 460 m auf 10 m Breite ausgebaggert. An der Fabrik entstand ein Betonanlegekai, auch Bollwerk genannt, wo die Kartoffeln, die Brenn- und Betriebsstoffe sowie die Fertigwaren verladen wurden. 
Dieser Kanal war bis 1924 und dann wieder ab 1928 schiffbar. Der Kanal repräsentierte nach den Unterlagen einen Wert von 12.000,- RM. 
1924 musste der Lastkahnverkehr auf dem Kanal eingestellt werden, da er total versandet und verschlammt war. 
Auf Antrag der Stärkefabrik verpachtete die Stadt Gützkow auf 50 Jahre den linksseitigen Weg von der Stärkefabrik bis zum Kanaleingang an die Fabrik, damit dort eine Feldbahn gelegt werden konnte. Die Feldbahn übernahm den Transport der Güter vom Anlegeplatz der Kähne am Kanaleingang bis zur Fabrik und zurück. 
Diese Umladearbeit verringerte natürlich die Effektivität, so dass 1928 von der Stärkefabrik der Antrag gestellt wurde, den Kanal wieder schiffbar zu machen. Der Kanal wurde auf einer Länge von 150 m und 10 m Breite mit einem Schwimmbagger 1928 nachgebaggert. Bereits 1932 war der Kanal aber wieder verschlammt und damit nicht mehr schiffbar, weil sich die Stadt und der Gutsbesitzer von Wieck weigerten, in der Swinow Staustufen oder -wehre anzulegen. 
Während dieser Zeit verlangte das Preußische Wasserbauamt Ost, Sitz Stralsund, die Einengung der Kanaleinfahrt auf 8 m und den Bau eines beweglichen Leinpfadsteges über die Mündung. 
Im Winter 1932/33 wurden dann Faschinenwände eingerammt und die Kanalöffnung bis auf 7 bis 8 m (heutige Breite) zugeschüttet.
Die Möglichkeit der Verladung auf Lastkähne bestand jetzt nur noch über das Bollwerk an der Gützkower Fähre. Von da aus führte die Kleinbahn aber nur bis 1926 direkt zum Betrieb.

## Produktion in der Stärkefabrik
Die Produktion in der Stärkefabrik hatte drei Verarbeitungslinien. 
Das waren:         
1. Kartoffelnassstärke
2. Kartoffelflocken
3. Pülpe: Trocken- und Nasspülpe

Die Kartoffelnassstärke wird aus gereinigten und zerkleinerten Kartoffeln durch Koch-, Filtrier- und Dampfprozesse gewonnen. Die Stärke bleibt nass und musste in der Weiterverarbeitung getrocknet und abgepackt werden. Diese Trocknungsanlage kostete ca. 50.000,- RM. Die Genossenschaft konnte sich zum Kauf nicht entschließen. 
So musste die nicht lagerfähige Nassstärke sofort in Fässer oder Säcke abgefüllt werden und an andere Weiterbearbeitungsbetriebe verkauft werden. Hierbei diktierten dann die Abnehmer der Weiterverarbeitung die Preise für den Ankauf. 
Damit wurde nur ein Gewinn von 9 RM auf 100 Ztr. Kartoffeln erwirtschaftet. 
Bei Trockenstärke wäre ein Gewinn von 83 RM auf 100 Ztr. Kartoffeln erzielt worden. 
Bei einem Jahresgewinn von zusätzlich 80.000,- RM hätte sich die Anlage bereits in einem Jahr rentiert, zumal Trockenstärke unbegrenzt haltbar ist, also auch von der Preisgestaltung her eine Beeinflussung des Marktes gegeben wäre. Die Unternehmer erwiesen sich hierbei sehr engstirnig und risikolos. 
Kartoffelflocken sind gereinigte und geschnitzelte Kartoffeln, die nach dem Dämpfen getrocknet werden. Sie sind unbegrenzt haltbar und als Futtermittel für alle Nutztierarten sofort gebrauchsfähig. 
Die Produktion der Kartoffelflocken wurde anfänglich auf Rechnung der Kartoffelerzeuger (Güter und Bauern) durchgeführt, das heißt die Lieferer von Kartoffeln erhielten die entsprechende Menge Kartoffelflocken zurück und zahlten nur den Verarbeitungspreis. 
Die Pülpe ist ein Abfallprodukt bei der Gewinnung von Stärke und Flocken. Diese Abfälle treten beim Reinigungsprozess und als Rückstände bei der Stärkeauslösung auf. 
Die Pülpe (nass oder trocken) war nicht haltbar und wurde zum Sofortverbrauch als Futtermittel für Schweine abgegeben. 
Ein weiteres Abfallprodukt war das Fruchtwasser, das beim Dämpfen, Trocknen und bei der Stärkegewinnung auftritt. 
Dieses Fruchtwasser wurde unentgeltlich an die Stadt und die umliegenden Bauern abgegeben, die es als Düngung auf den Feldern und Wiesen in der Fabrikumgebung verrieselten. Dabei mussten aber die Rieselleitungen zu Lasten des Magistrats gelegt und betrieben werden, die das Fruchtwasser nach ihrem Ermessen an die Eigentümer der anliegenden Grundstücke abgeben konnten. Darüber hinaus wurde die Verbrennungsschlacke der Öfen an Interessenten zum Wegebau verkauft. 
1928 z. B. wurden verkauft:         
- 8.169 Ztr. Stärke
- 1.844 Ztr. Flocken.
- 1.130 Ztr. Trockenpülpe

Die Gesamtsumme betrug 298.001,79 RM. Nach Abzug der Selbstkosten ergab sich daraus ein Gewinn von 2.200,- RM pro Genossenschaftler. Darüber hinaus konnten noch 22.000,- RM als Amortisation von der Haftsumme abgesetzt werden. Es wird ein Verarbeitungsumfang von 120.000 Ztr. Kartoffeln angegeben. 
Die Kampagne 1928/29 schloss dann bereits mit einem Verlust von 11.179,- RM ab, 1929/30 waren es schon 35.000,- RM. 
Ab 1934 ging es dann nach der Fusion mit Anklam-Friedland wieder bergauf. Die Kampagne 1934/35 schloss mit einem Gewinn für die vereinigte Anklam -Friedländer Kartoffelstärke- und Flockenfabriken GmbH von 246.694,- RM ab. 1939/40 waren es schon 517.000,- RM, davon Gützkow 49.000,- RM und 1940/41 727.000,- RM, davon 51.000,- RM Gützkow.

## Besitzverhältnisse
Von 1907 bis 1927 war die Stärkefabrik im Besitz der Gründergenossenschaft. 1927/28 wurde lediglich für eine Kampagne der Verkauf an die Loitzer Stärke- und Flockenfabrik vorgenommen, wobei die meisten der bisherigen Genossenschaftler ihre Anteile an der Gesamtfabrik Gützkow-Loitz behielten. 1928 ging diese Fusion Loitz-Gützkower Stärkefabrik in Konkurs. 
Um die Arbeitsplätze zu erhalten, Gützkow hatte zu der Zeit 250 Arbeitslose, wurde die Fabrik von der Stadt nach langen Verhandlungen wegen der Finanzierung aufgekauft. 
Mit einer Kaufsumme von 45.000,- RM und einer Grundschuld-Hypothek von 100.000,- RM ging die Fabrik in den Besitz der Stadt über. Der Gützkower Rat wurde aber mit der Geschäftsführung nicht fertig, machte Schulden und verpachtete 1929/30 an die Norddeutsche Kartoffelmehlfabrik in Küstrin-Neustadt. Der Pachtvertrag wurde für 1930/31 verlängert. 
Aus Gründen der Verkaufs- und Verpachtungsabsichten kündigte der Magistrat von Gützkow als Eigentümer den langjährigen Betriebsführer Emil Torlé  aus Gützkow, er wurde dann zum 31.  März 1930 entlassen. Emil Torlé  war von Beginn an - 1907 bis 1930  Betriebsleiter.
1931 kam es zu Verkaufsverhandlungen der Stadt mit der schon erwähnten Anklam-Friedländer GmbH. Der Kaufvertrag wurde am 31. Januar 1931 zwischen Bürgermeister Herbert Jendies Gützkow, dem Aufsichtsratsvorsitzenden Rittergutsbesitzer Generallandschaftsrat Baron Friedrich Wilhelm von Lefort zu Papendorf und dem geschäftsführenden Direktor der GmbH Paul Zippmann von der Zentrale Anklam abgeschlossen. 
Der Anlage- und Grundwert der Fabrik wurde mit 252.500,- RM beziffert. Verkauft wurde die Stärkefabrik für 36.000 RM, wobei die Grundschulden (Hypotheken) vom Käufer übernommen wurden. Dazu gehörten außer dem direkten Betriebsgelände noch 3,88 ha Wiesen und Weiden südöstlich in Richtung Fähre. 
Der Vereinigten Anklam - Friedländer Kartoffelstärke- und Flockenfabrik GmbH gehörten an: 
- Zentrale Anklam
- Kartoffelmehl- und Glukosefabrik Friedland
- Flockenfabrik Pasewalk
- Stärke- und Flockenfabrik Gützkow

Dieses Unternehmen wurde 1945 sofort auf Befehl der Sowjetischen Militäradministration in Deutschland (SMAD) sequestiert und später enteignet. 
Die Stärkefabrik Gützkow wurde damit Landeseigentum des Landes Mecklenburg und später „Volkseigentum“. Die Stärkefabrik arbeitete dann noch als VEB bis 1947. 
1948 wurden alle Maschinen und Anlagen demontiert und zur Nutzung an andere, größere Verarbeitungsbetriebe verkauft. Wegen der aussichtslosen Transportlage, dem geringen Bedarf und wegen des geringen Aufkommens an Verarbeitungskartoffeln wurde die Produktion von 1945 bis 1947 nur noch jeweils sechs Wochen aufrechterhalten und dann 1948 gänzlich eingestellt. 
Die Stärkefabrik hatte damals 15 Beschäftigte, die dann ab 1947 als Kooperationspartner des Gespannwagenwerkes Schmiede- und Schlosserarbeiten durchführten. Diese Arbeiter wurden im Jahre 1949 endgültig in die Belegschaft des Gespannwagenwerkes aufgenommen.
Bis 1950 gingen die Verhandlungen über den Verwendungszweck der Stärkefabrik bis zur Regierungsbehörde. 
Der Rat des Kreises beschloss 1950 mit Unterstützung der übergeordneten staatlichen Organe den Verbleib des Gespannwagenwerkes in Gützkow und dessen gleichzeitige Verlegung in die ehemalige Stärkefabrik. 
Damit endete die Geschichte der Stärkefabrik nach 40 Jahren Kartoffelverarbeitung.

## Belegschaft der Stärkefabrik
Es ist bekannt, dass eine Stammbelegschaft von 15 Arbeitern und Angestellten bestand, darunter der Betriebsführer Torlé, ein Buchhalter und ein stellvertretender Betriebsführer (Werkmeister). Die anderen waren Arbeiter zur Bedienung, Wartung und Pflege der technischen Anlagen, zur Versorgung der Zugpferde usw. Während der Saison bzw. Kampagne wurde jeweils 25 bis 30 Saisonkräfte - überwiegend Frauen und Mädchen - eingestellt, die für ca. 20 Wochen Arbeit erhielten und dann wieder entlassen wurden. 
Diese Arbeitskräfte kamen meist von den Gütern und auch von den Bauernhöfen, wo sie als Tagelöhner über Winter weniger Arbeit hatten.
Die soziale Lage der Arbeiter lässt sich schwer rekonstruieren. Aus den vorliegenden Geschäftsbüchern ist nur in etwa abzuschätzen, was ein Arbeiter verdiente. So betrug 1907 in der Kampagne der Lohnfonds pro Monat im Durchschnitt 1.850,- Mark, das waren bei 50 Arbeitern etwa 35 bis 40 Mark pro Arbeiter. Die Stammbelegschaft erhielt außerhalb der Kampagne nur etwa 30 Mark monatlich.

## Nachfolgebetriebe
Das waren das Gespannwagenwerk, der VEB Landmaschinenbau Gützkow und der Gützkower Betriebsteil des VEB Reparaturwerk Neubrandenburg. Nach 1990 waren nur noch Teilbereiche der ehemaligen Fabrik genutzt und sind es bis heute nicht. Teile wurden auch abgerissen, wie der 28 m hohe Schornstein und die Maschinenhalle der alten Stärkefabrik.